# Lygniodes vampyrus
Lygniodes vampyrus là một loài bướm đêm trong họ Erebidae.